# Semovente da 105/25
Die Semovente M43 da 105/25, auch bekannt als Ansaldo 105/25 M43, war ein italienisches Sturmgeschütz, welches während des Zweiten Weltkriegs von Ansaldo entwickelt und als Panzerjäger und Sturmartillerie eingesetzt wurde.

## Hintergrund
Die italienische Armee hatte frühzeitig ein Konzept ähnlich wie bei den deutschen Sturmgeschützen aufgegriffen, bei dem eine nach vorne gerichtete schwerere Kanone in die Wanne eines Panzer eingebaut wurde, dessen Turm ein solches Kaliber normalerweise nicht beherbergen konnte. Das erste Fahrzeug war die bereits 1941 eingeführte Semovente 47/32 su L6/40. Dieser folgte kurz danach die Semovente M40 da 75/18m, welche auf den Panzern der italienischen „M-Klasse“ (M13/40 und M14/41) aufbaute und von der im Laufe der Zeit einige Varianten entstanden. Diese Fahrzeugtypen waren im Vergleich zu den regulären Panzern der italienischen Armee verhältnismäßig erfolgreich. Als jedoch die ersten M4 Sherman der britischen Armee in Nordafrika auftauchten gewann man den Eindruck, dass ein noch stärker bewaffnetes Fahrzeug benötigt werden würde.

## Entwicklung
Die 1942 generalisierte Ausschreibung einer schweren Artillerieselbstfahrlafette bzw. eines schweren Sturmgeschützes wurde von zwei Unternehmen aufgegriffen, Odera-Terni-Orlando (OTO) und Ansaldo. Beiden Entwürfen gemein war die Verwendung der Kanone 105/25. Die Firmen schlugen zwei unterschiedliche Prototypen von selbstfahrenden Geschützen vor. Der OTO-Vorschlag sah vor, die 105/23-Kanone am Rumpf des schweren Panzers P26/40 zu montieren, der sich noch in der Entwicklung befand und erst nach September 1943 in Dienst gestellt werden sollte, weswegen ein Prototyp auf sich warten ließ. Ansaldo konnte schneller einen Prototyp des Fahrzeugs bauen, da ihr Projekt auf dem bereits im Bau befindlichen italienischen mittleren Panzer M15/42 basierte.
Die Erprobung des Prototyps dauerte etwa einen Monat. Am 29. März 1943 bestellte das Oberkommando der Regio Esercito 130 Fahrzeuge. Die formale Einführung bei der Armee erfolgte bereits am 2. April 1943 als Semovente M43 da 105/25.

## Technische Beschreibung

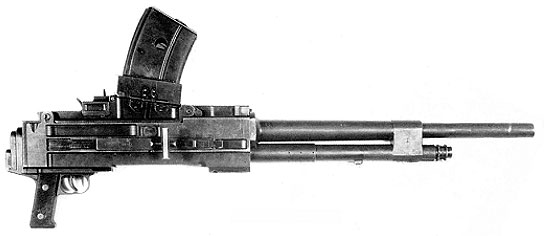
Ein Breda Mod. 38 MG.

Der neue M43-Rumpf war 4 cm länger als der M42 und erreichte somit eine Länge von 5,10 m und eine Breite von 2,40 m. Schließlich wurde die Brandschottwand, die den Motorraum vom Kampfraum trennte, um 20 cm nach hinten versetzt, womit der Platz für die Besatzung vergrößert wurde. All diese Modifikationen brachten das Gesamtgewicht des Fahrzeugs auf 15,8 Tonnen im Vergleich zu den 15 Tonnen des M42. Die Wannenpanzerung betrug oben 50 mm und unten 25 mm. Der Aufbau hatte vorne eine 75 mm dicke Panzerplatte und an den Seiten 45 mm Panzerung, während das Heck durch eine 35 mm dicke Platte geschützt wurde. Eine Platte gleicher Dicke schützte auch die Rückseite des Motorraums.
Die Hauptbewaffnung war eine von Ansaldo hergestellte Cannone da 105/25. Die Feldversion der Waffe hatte eine maximale Reichweite von 13 km und eine praktische Reichweite von 2.000–2.500 m für Panzerabwehrmunition. Die Sekundärbewaffnung bestand aus einem Breda Mod. 38, einem mittleren Maschinengewehr.

## Einsatz
Die ersten Semoventi M43 wurden im Mai 1943 fertiggestellt. Die Auslieferung des ersten Fahrzeugs erfolgte am 2. Juli 1943 nach der Erprobung durch die Panzertruppen-Schule in Nettunia, etwa 50 km vor Rom.
Es war die am stärksten bewaffnete Selbstfahrlafette, die Italien während des Zweiten Weltkriegs produzierte. Durch die niedrige Silhouette war das Sturmgeschütz mit seiner starken Kanone ein guter Panzerjäger, es wurde aber auch gegen weiche Ziele eingesetzt.
Die Regio Esercito hatte die Aufstellung von Gruppi Corazzati (Gepanzerte Abteilungen) zu je 12 Sturmgeschützen geplant. Dabei sollte jede „Gruppo“ drei Züge zu 4 Fahrzeugen haben. Ihre Aufgabe sollte die Feuerunterstützung der Kampfpanzer vom Typ P26/40 werden. Auch die Kombination mit dem noch in Entwicklung befindlichen P30/43 war angedacht.
Fünf gepanzerte Abteilungen wurden von Regio Esercito aufgestellt: DC° Gruppo Corazzato, DCI° Gruppo Corazzato, DCII° Gruppo Corazzato, DCIV° Gruppo Corazzato und DCV° Gruppo Corazzato.
Am 25. Juli 1943 wurde Mussolini plötzlich vom König von Italien, Vittorio Emanuele III., und dem „Gran Consiglio del Fascismo“ (Faschistischer Rat) unter Arrest gestellt. Vom Premierminister, Pietro Badoglio, erhielt die Armee den Befehl, den Kampf fortzusetzen, während man im Geheimen anfing mit den Alliierten über einen Waffenstillstand zu verhandeln.
Diese Situation verwirrte viele der einfachen Soldaten und viele von ihnen hatten keine Vorstellung was in Rom passierte.
Nur bei den Gruppo Corazzato DCI° und DCII°, die in Nettunia stationiert waren, trafen nun die 12 Fahrzeuge für die Ausbildung ein.
Der einzige Verband, der mit den Semovente M43 an der Verteidigung Roms teilnahm, war die DCI° Gruppo Corazzato, welche angegliedert an die 135ª Divisione Corazzata „Ariete II“, am 9. August an der Verteidigung von Rom beteiligt war. Obwohl der Waffenstillstand am 8. und 9. September 1943 in Kraft trat, hatten die beiden Abteilungen sich gut geschlagen.
Bedingt durch die italienische Kapitulation, sah sich die Wehrmacht gezwungen, Mittel- und Norditalien zu besetzen. Dabei gelangten auch eine Reihe Semoventi in den Besitz der Wehrmacht.
Das Sturmgeschütz wurde von den Besatzungen wegen seines niedrigeren und langen Profils Bassotto, zu Deutsch Dackel, genannt.

### Sturmgeschütz M43 mit 10,5/25 (i)
Die deutsche Wehrmacht hatte im Jahr 1943 bereits viel über die italienischen Panzer und deren Einsatzqualitäten gelernt. Die Semovente wurde als gut bewertet, und die Fertigung wurde unter deutscher Führung fortgesetzt. Am 1. Oktober 1943 wurden 26 Sturmgeschütze M43 von der Wehrmacht bei Ansaldo angekauft, und am 5. Oktober wurde ein Vertrag über die Lieferung weiterer 60 Fahrzeuge unterzeichnet.
Die Semovente M43 105/25 wurde während des weiteren Kriegsverlaufes jedoch nur noch in geringer Stückzahl produziert. Die meisten Exemplare wurden von der Wehrmacht verwendet, aber der Mangel an Vorräten und Munition begrenzte ihre Einsätze.